# ワールド・ネバーランド
ワールド・ネバーランドとは、リバーヒルソフトから発売された架空人生シミュレーションゲームのシリーズ名である。通称ワーネバ。現在はアルティに権利が譲渡されており、開発もアルティが行っている。大きく分けて、オフライン版とオンライン版がある。

## ゲーム内容

### オフライン版
プレイヤーの操作するキャラクター(PC)がそれぞれの国に移住し、自由に生活を営んでいく。「PCができることはコンピュータの操作するキャラクター(NPC)にもでき、NPCのできることはPCにもできる」というPC=NPCシステムを取っているので両者は平等である。とても自由度が高く、武術・仕事や恋愛・子孫繁栄などに自分なりの目標を設定出来、自分なりの人生を送ることが出来る。
ベースとなる通称「基本国」は同じゲーム内であってもパターンが分かれている。元々住んでいるNPC地元民などが異なったりするために、プレイヤーに人気のある基本国・地元民も存在する。
セーブデータやキャラクターパスワード（プルト共和国、エルネア王国）を使い、自分のPCを他の人のゲーム内に移住させたり、対戦させたりできる。公式サイトにはパスワードを公開できる掲示板が開設されており、プレイヤー同士の交流の場となっている。
PC、NPCともに寿命がある。PCが寿命を全うした時点でゲームオーバー（事実上のエンディング）になるが、子供がいた場合はその子供をPCとして引き継ぐことにより、プレイしつづけることができる。その場合、今までのPCはNPCとなる。またPCの寿命が尽きる前にキャラクターパスワードを使って別のPCとして移住しても、ゲームオーバーになることはない。

### オンライン版
オフライン版をそのままオンライン版にしたような内容だが、大きく異なる点も多い。
PCはプレイヤーがオフラインでゲームをしていない時にもゲーム内で動き、生活をつづける。この状態のキャラクターはAPCと呼ばれ、あらかじめ与えておいた簡単な行動の指針に従う以外は基本的に好き勝手に動く。重要なアイテムすら、所定の入れ物にしまっておかないと捨てる可能性がある。

## 新作について
PlayStation 2用ソフト「ワールド・ネバーランド3（仮称）」としてPS2本体の発売前からタイトルのみ発表していたが、長い期間発売はおろか詳細すら発表されていない状態が続き､唯一の公式な情報は、公式サイトのFAQにある「未発表の製品については正式な発表があるまで一切答えられない」という意味の回答のみであった。
2007年10月29日、株式会社fonfunのホームページにおいて「株式会社アルティとは、資本提携しており、今後も両社で協力し、ワールドネバーランドシリーズの新作やアルティ社の持つ他のシリーズを企画開発、販売して参ります。」というアナウンスがなされ、2008年6月にPlayStation Portable移植版「ワールド・ネバーランド 2in1Portable オルルド王国物語＆プルト共和国物語」が発売された。
2009年12月17日に株式会社アルティはPSPに参入し、同プラットフォーム用のソフトウェアの開発、配信販売に参入すると発表した。 その中で「ワールド・ネバーランド」シリーズ新作の配信販売を予定していることを明らかにし、2010年11月18日、10年ぶりのオフライン版のシリーズ新作となるワールド・ネバーランド〜ナルル王国物語〜がPlayStation Storeでダウンロード販売された。

## シリーズ一覧
| 1997 | ワールド・ネバーランド 〜オルルド王国物語〜  |
| 1998 |                                              |
| 1999 | ワールド・ネバーランド2 〜プルト共和国物語〜 |
| 2000 | ワーネバ・アイランド                         |
| 2001 |                                              |
| 2002 |                                              |
| 2003 |                                              |
| 2004 |                                              |
| 2005 |                                              |
| 2006 |                                              |
| 2007 |                                              |
| 2008 |                                              |
| 2009 |                                              |
| 2010 | ワールド・ネバーランド〜ナルル王国物語〜     |
| 2011 |                                              |
| 2012 | ワールド・ネバーランド〜ククリア王国物語〜   |
| 2013 |                                              |
| 2014 |                                              |
| 2015 | ワールドネバーランド エルネア王国の日々      |

### オフライン版
- 「ワールド・ネバーランド 〜オルルド王国物語〜(PS・DC・Win)」 1997年10月23日発売
- 「ワールド・ネバーランド2 〜プルト共和国物語〜(PS・DC・Win)」 1999年2月25日発売

上記2作品のDC版はそれぞれ、「ワールド・ネバーランドプラス　〜オルルド王国物語〜」、「ワールド・ネバーランド2プラス〜プルト共和国物語〜」として
- 「ワーネバ・アイランド（PS）」 2000年3月30日発売 （登場する動物を育成するゲームであり、他の作品とはスタンスが異なる）
- 「ワールド・ネバーランド 〜10th Anniversary パック〜（オルルド王国・プルト共和国・ゼーン大陸）(Win)」 2008年2月14日発売
- 「ワールド・ネバーランド 2in1Portable オルルド王国物語＆プルト共和国物語(PSP)」 2008年6月26日発売
- 「ワールド・ネバーランド〜ナルル王国物語〜(PSP)」 2010年11月18日ダウンロード版発売
- 「ワールド・ネバーランド〜ナルル王国物語〜+パワーアップキット(PSP)」 2011年5月19日アップデート開始
- 「ワールド・ネバーランド〜ククリア王国物語〜(PSP)」 2012年2月16日発売[3]
- 「ワールド・ネバーランド〜ナルル王国物語〜(PSP)」 2012年6月14日パッケージ版発売
- 「ワールド・ネバーランド〜ククリア王国物語〜(PSP)」 2013年3月20日パッケージ版発売
- 「ワールドネバーランド エルネア王国の日々(Android/iOS)」2015年5月26日配信開始[4]
- 「ワールドネバーランド エルネア王国の日々(Switch)」2018年3月15日配信開始
- 「ワールドネバーランド エルネア王国の日々(Steam)」2025年1月15日配信開始

### オンライン版
- 「ワールド・ネバーランド〜バース連邦物語〜(i-mode)」 2000年4月3日サービス開始
- 「ワールド・ネバーランド〜アシツガハラ国物語〜(J-sky･EZWeb)」 2002年1月22日サービス開始
- 「ワールド・ネバーランド〜ゼーン大陸物語〜(Win)」 2004年3月15日サービス開始、2010年10月31日サービス終了
- 「開拓生活 ワールド・ネバーランド〜コルネア王国物語〜(S!アプリ･iアプリ)」 2006年9月27日サービス開始